# Deklaration von Helsinki zur Patientensicherheit in der Anästhesiologie
Die Deklaration von Helsinki zur Patientensicherheit in der Anästhesiologie Helsinki Declaration on Patient Safety in Anaesthesiology wurde in Anlehnung zur Deklaration von Helsinki in Helsinki vom European Board of Anaesthesiology (EBA) und der European Society of Anaesthesiology (ESA) zur Verbesserung der Patientensicherheit veröffentlicht.

## Geschichte

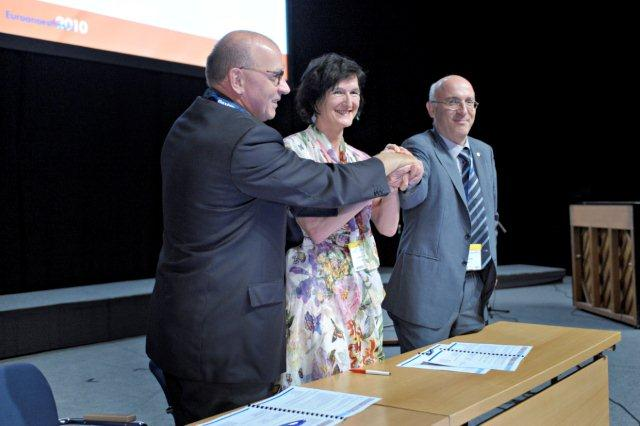
Unterzeichnung der Helsinki Deklaration im Rahmen der Eröffnungsveranstaltung des Euroanaesthesia Congress in Helsinki, Finnland am Samstag, den 12. Juni 2010: Hugo Karel Van Aken (Chairman NASC), Jannicke Mellin-Olsen (President EBA), Paolo Pelosi (President ESA).

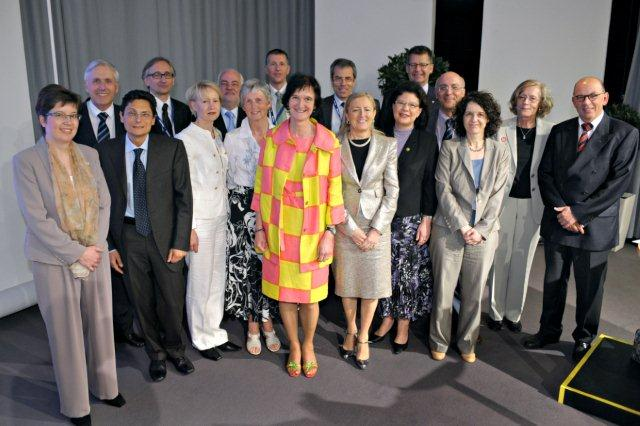
Repräsentanten der European Society of Anaesthesiology, European Board of Anaesthesiology, der World Health Organisation und des European Patients’ Forum

Die Erklärung wurde gemeinsam von den beiden wichtigsten anästhesiologischen Organisationen in Europa, EBA und ESA, vorbereitet. Es zielt darauf ab, zur Verbesserung der Sicherheit der Patientenversorgung in Anästhesiologie und den verwandten medizinischen Bereichen, wie perioperative Betreuung, Intensivmedizin, Schmerztherapie und Notfallmedizin in ganz Europa beizutragen.
Ab Juni 2009 beriet sich der Unterausschuss des EBA zur Patientensicherheit und beteiligte viele Einzelpersonen und Vertreter der jeweiligen nationalen Gesellschaften in die Ausarbeitung und Entwicklung dieser Erklärung. Die ESA-Unterausschüsse für Evidenzbasierte Praxis und Qualitätsverbesserung und Patientensicherheit wurden von Anfang an beteiligt. Der erste Entwurf wurde in einem Treffen in London mit Vertretern aus ganz Europa im November 2009 diskutiert. Im Anschluss daran, wurde es durch Einbeziehung aller EBA-Vertreter sowie das Board of Directors der ESA abgeschlossen. Die Erklärung in ihrer heutigen Form ist das Ergebnis eines Konsenses zwischen dem ESVG Board of Directors und der EBA.
Das Papier wurde offiziell am Euroanaesthesia-Kongress in Helsinki im Juni 2010 gestartet und wurde anschließend von mehreren Vertretern der europäischen Anästhesiologie und anderen Interessengruppen, wie Weltgesundheitsorganisation (WHO), World Federation of Societies of Anaesthesiologists (WFSA), Europäischem Patientenforum (EPF), unterzeichnet. Die EBA und die ESA haben eine Patient Safety Task Force zur Fortführung dieser Arbeiten etabliert.

## Grundsätze und Ziele
Ziel ist die weitere Reduzierung von Fehlern in der Anästhesie.
Die Erklärung stützt sich auf frühere Aussagen über die Sicherheit und Qualität der Versorgung. Es stellt eine gemeinsame europäische Einigung dar, was getan werden muss, um die Patientensicherheit in der Anästhesie im Jahr 2010 zu verbessern. Die Erklärung empfiehlt praktische Schritte, die alle Anästhesisten befolgen sollten. Diese sind relativ unkompliziert. Von allen europäischen Einrichtungen der Anästhesiologie wird erwartet, dass sie die Safe Surgery Saves Lives-Initiative der WHO, einschließlich der WHO Surgical Safety Checklist, unterstützen. Diese hat zur Verbesserung der Patientensicherheit nachweislich beigetragen.
Alle Einrichtungen, die an der anästhesiologischen Versorgung in Europa beteiligt sind, sollen den Minimalstandard für die Sicherheit und Qualität in der Anästhesie einhalten. Sie sollen über die Handlungsanweisungen verfügen, um Folgendes zu beherrschen:
- Überprüfung von Geräten und Medikamenten
- Präoperative Untersuchung und Vorbereitung
- Aufkleber zur Kennzeichnung von Spritzen nach ISO-Norm 26825/20071[5]
- Schwierige bzw. misslungene/unmögliche Intubation
- Maligne Hyperthermie
- Anaphylaxie
- Intoxikation durch Lokalanästhetika
- Massive Blutungen
- Infektionskontrolle / Hygiene
- Postoperative Überwachung inklusive Schmerztherapie